# Korytárky
Korytárky jsou obec na Slovensku v okrese Detva. V obci žije 941 obyvatel. První písemná zmínka o obci pochází z roku 1661.
Obec vznikla v roce 1993 vyčleněním od obce Kriváň.